# Muhammad Sirajul Islam
Md. Sirajul Islam (1943 - 4 de abril de 2020) fue un político de la Liga Awami de Bangladés. Fue elegido miembro del parlamento de Undivided Sylhet-12 (actual Maulvibazar-1) en 1973 y 1979. Fue el organizador de la Guerra de Liberación de Bangladés.

## Nacimiento y primeros años
Md. Sirajul Islam nació en 1943 en Barlekha Upazila del distrito de Moulvibazar.

## Carrera
Fue elegido para el parlamento de Undivided Sylhet-12 (actual Maulvibazar-1) como candidato de la Liga Awami de Bangladés en 1973 y 1979.

## Muerte
Md. Sirajul Islam murió el 4 de abril de 2020 mientras recibía tratamiento en el Centro Hospitalario Elmhurst en Nueva York, de COVID-19 causado por el virus del SARS-CoV-2 durante la pandemia de enfermedad por coronavirus.